# (5154) Leonov
(5154) Leonov ist ein Asteroid des Hauptgürtels, der am 8. Oktober 1969 von der russischen Astronomin Ljudmila Iwanowna Tschernych am Krim-Observatorium in Nautschnyj (IAU-Code 095) entdeckt wurde.
Der Asteroid wurde nach dem sowjetischen Schauspieler Jewgeni Pawlowitsch Leonow (1926–1994) benannt.